# Криваши
Криваши — деревня в Глажевском сельском поселении Киришского района Ленинградской области.

## История
Деревня Криваши, состоящая из 21 крестьянского двора, упоминается на карте Санкт-Петербургской губернии Ф. Ф. Шуберта 1834 года.

КРИВАЖИ — деревня принадлежит артиллерии поручику Бестужеву и статскому советнику Петрашевскому, число жителей по ревизии: 66 м. п., 63 ж. п. (1838 год)

Как деревня Криваши из 21 двора она обозначена на «Cпециальной карте западной части России» Ф. Ф. Шуберта 1844 года.

КРИВАШИ — деревня наследников господина Петрашевского по просёлочной дороге, число дворов — 21, число душ — 63 м. п. (1856 год)

КРИВАШИ — деревня владельческая при колодцах, число дворов — 21, число жителей: 74 м. п., 83 ж. п.; Часовня православная. (1862 год)

В 1866 году временнообязанные крестьяне деревни выкупили свои земельные наделы у А. В. Семевской и стали собственниками земли.
Согласно материалам по статистике народного хозяйства Новоладожского уезда 1891 года имение при селении Криваши площадью 626 десятин принадлежало  местной крестьянке Н. Н. Волхонской и купцам М. И. и А. И. Кондратьевым, имение было приобретено в 1873 году за 4500 рублей.
Согласно епархиальным сведениям 1899 года деревня относилась к приходу Владимирской церкви (Введения Пресвятой Богородицы), ранее Михайловского погоста в селе Глажево.
В конце XIX — начале XX века деревня административно относилась к Глажевской волости 5-го земского участка 1-го стана Новоладожского уезда Санкт-Петербургской губернии.
По данным «Памятной книжки Санкт-Петербургской губернии» за 1905 год деревня Криваши образовывала Кривашское сельское общество.

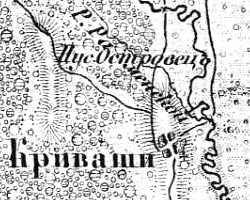
Деревня Криваши на карте 1915 года

Согласно карте Петроградской и Новгородской губерний 1915 года деревня называлось Криваши, в деревне находилась часовня.
С 1917 по 1927 год деревня Криваши входила в состав Кривашского сельсовета Глажевской волости Волховского уезда.
Согласно данным переписи населения СССР 1926 года в деревне Криваши проживали 162 человека — все русские. 
С 1927 года в составе Андреевского района.
С 1931 года в составе Киришского района.
Согласно карте Ленинградской области Северо-западного аэрогеодезического треста ГГУ издания 1932 года деревня насчитывала 14 крестьянских дворов. В деревне находилась часовня и почтовое отделение. К востоку от деревни находились Кривашские хутора.
По данным 1933 года деревня называлась Кривоши и вместе с одноимённым хутором входила в состав Кривашского сельсовета Киришского района. Административным центром сельсовета было село Мемино.
По данным 1936 года в состав Кривашского сельсовета с центром в селе Мемино входили 5 населённых пунктов, 208 хозяйств и 4 колхоза.

План деревни Криваши. 1937 год

Согласно топографической карте РККА 1937 года деревня насчитывала 38 крестьянских дворов. 
В 1939 году население деревни Криваши составляло 181 человек. Согласно переписи населения СССР 1939 года в деревне Криваши проживали 72 мужчины и 82 женщины, всего 154 человека. Кроме того в деревню Криваши были перевезены хутора: Восход (Тимофеева), где проживал 1 мужчина; Горелец (Дмитриев) — 1 мужчина и 3 женщины; Даменино — 2 мужчины и 2 женщины; Янегино — 2 мужчины и 2 женщины; а также посёлок Криваши — 6 мужчин и 8 женщин. Итого 181 житель.
С 1954 года в составе Глажевского сельсовета.
С 1963 года в составе Волховского района.
С 1965 года вновь составе Киришского района. В 1965 году население деревни Криваши составляло 53 человека.
По данным 1966, 1973 и 1990 годов деревня Криваши также входила в состав Глажевского сельсовета.
В 1997 году в деревне Криваши Глажевской волости проживали 6 человек, в 2002 году — 14 (все русские).
В 2007 году в деревне Криваши Глажевского СП проживали 10 человек, в 2010 году — 5.

## География
Деревня расположена в северо-западной части района на автодороге 41К-550 (Глажево — Мемино), к западу от автодороги 41А-006 (Зуево — Новая Ладога).
Расстояние до административного центра поселения — 7 км.
Расстояние до ближайшей железнодорожной станции Глажево — 15 км.
Деревня находится на правом берегу реки Олешня.

## Демография
| 1838 | 1862 | 1939 | 1965 | 1997 | 2002 | 2007 |
| ---- | ---- | ---- | ---- | ---- | ---- | ---- |
| 129  | ↗157 | ↗181 | ↘53  | ↘6   | ↗14  | ↘10  |
| 2010 | 2017 |      |      |      |      |      |
| ↘5   | ↗15  |      |      |      |      |      |

### Национальный состав
Согласно данным Всероссийской переписи населения 2021 года в деревне проживали 19 человек, из них:
 русские — 17, другие национальности — 2 человека.